# Jens Jakob Thomasen
Jens Jakob Dyhr Thomasen (født 25. juni 1996) er en dansk fodboldspiller, der spiller for Elfsborg.

## Klubkarriere
Thomasen spillede i Øens hold-samarbejdsklubben Sanderum Boldklub, inden han som 11-årig skiftede til Odense Boldklub.

### Odense Boldklub
I juli 2014 skrev Thomasen under på en treårig kontrakt med Odense Boldklub, hvor planen var, at han fortsat det første år skulle være en del af U/19-truppen, mens han i sommeren 2015 blev rykket op i klubbens førsteholdstrup.
Den 24. april 2015 fik Thomasen sin debut for Odense Boldklub, da han startede inde og spillede de første 63 minutter, inden han blev udskiftet for Mathias Greve i en 2-0-sejr over Esbjerg fB i Superligaen 2014-15. Det blev til yderligere to kampe i 2014-15-sæsonen, mens han stadig var U/19-spiller. Begge optrædener skete som indskiftninger i henholdsvis det 57. minut (0-2-nederlag til Brøndby IF) og 58. minut (0-2-nederlag til Randers FC).
Han fik sin kontrakt forlænget den 1. november 2015, således parterne havde papir på hinanden frem til sommeren 2019. Han blev ligeledes kåret til Årets fund af Odense Boldklub som 20-årig. Denne kontrakt blev igen i januar 2018 forlænget med et år frem til sommeren 2020.